# 미크로네시아 연방 요리

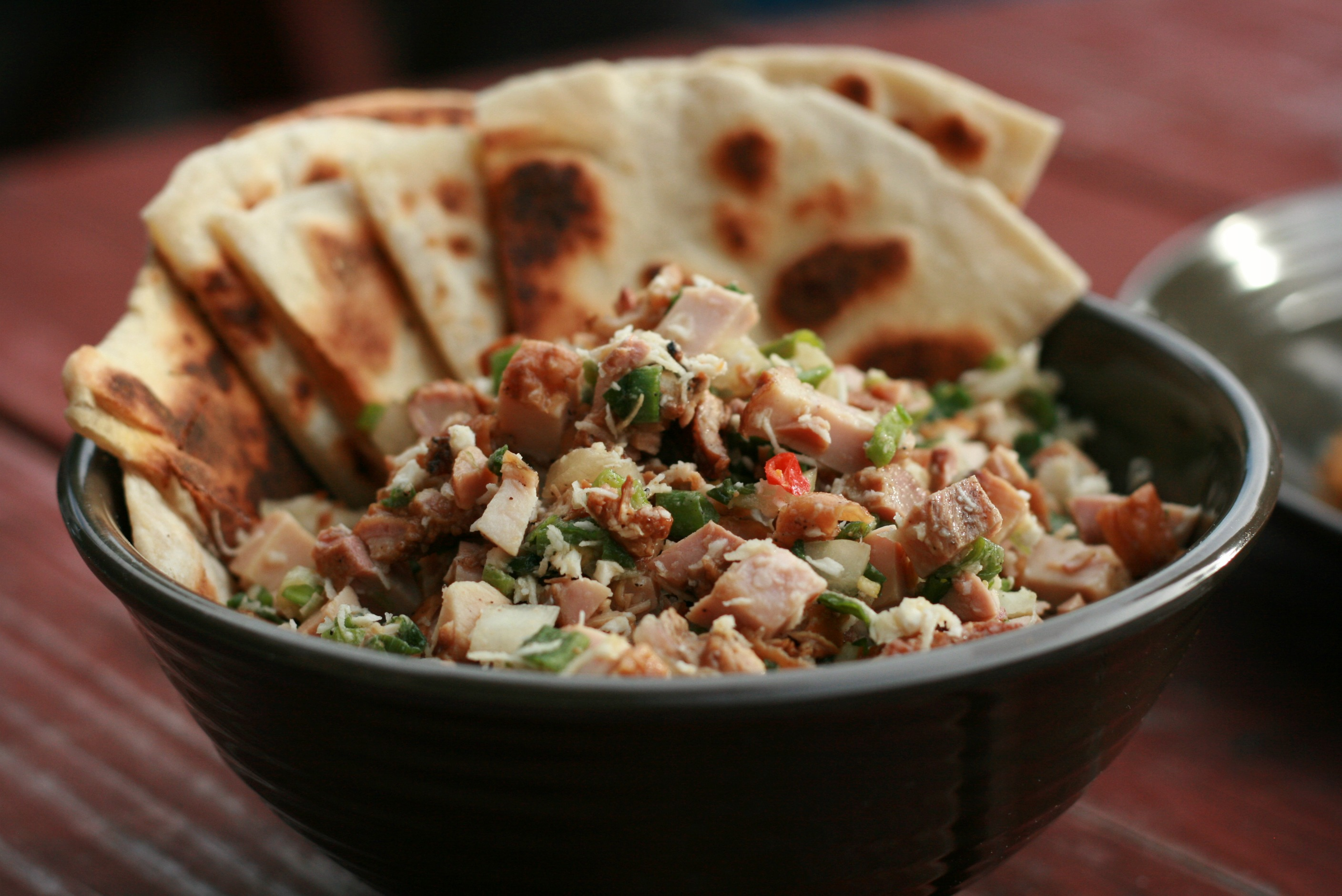

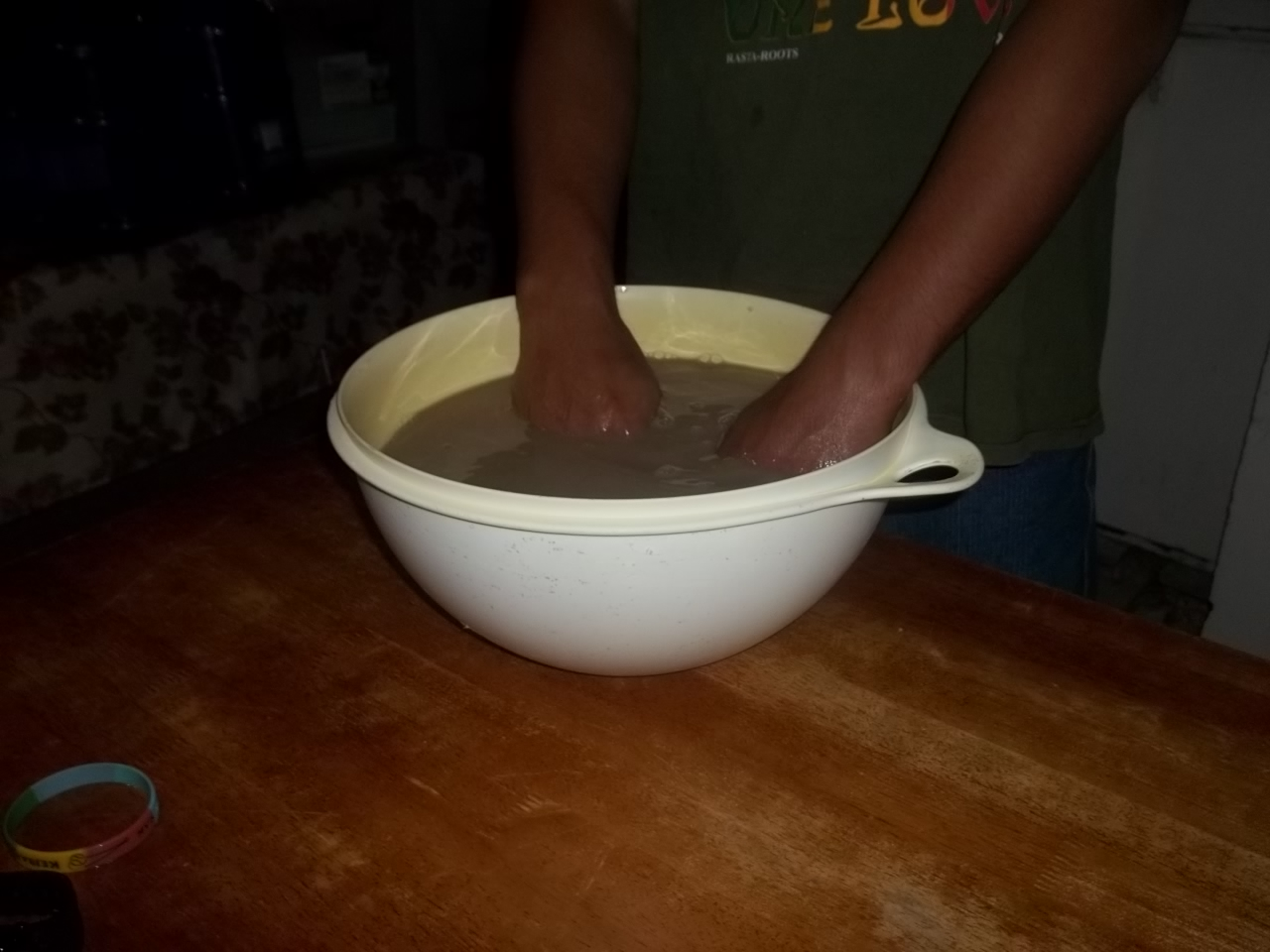

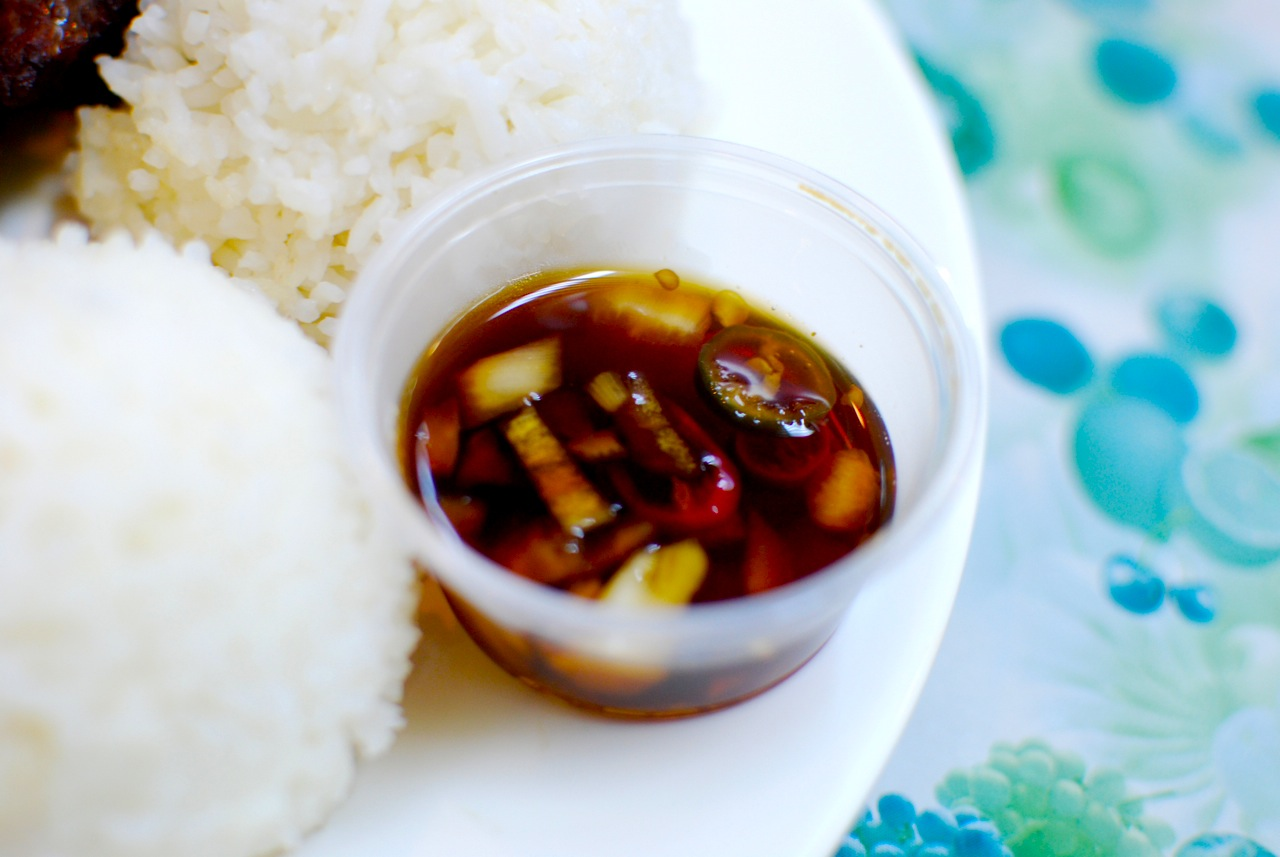

미크로네시아 연방 요리(Micronesia 聯邦 料理, 영어: Micronesian cuisine 마이크로니전 퀴진[*])는 미크로네시아 지역에 있는 미크로네시아 연방의 요리이다.

## 음식 목록
- 카바
- 엠파나다
- 야자술

## 같이 보기
- 미크로네시아 요리